# Djwal Khul
Djwal Khul (altrimenti scritto Djwhal Khul, Djwal Kul, o abbreviato in DK o D.K., anche detto «Il Tibetano») è descritto nell'ambito dell'esoterismo e della teosofia come un iniziato che si è assunto il compito di rivelare verità occulte in forma chiara e adatta ai nostri tempi, per favorire l'evoluzione spirituale del nostro pianeta. 

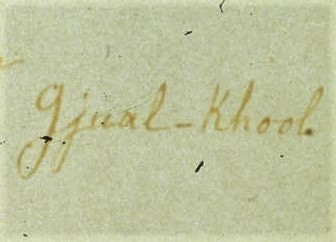
Firma di Djwal Khul, qui apposta come «Gjual-Khool»

Egli sarebbe l'ispiratore (secondo la stessa Bailey), a mezzo telepatia, dell'opera di Alice Bailey (1880–1949), che si articola attorno all'evoluzione delle tematiche ereditate dall'insegnamento teosofico di Madame Blavatsky, espresse nell'opera La Dottrina Segreta e altre.

## Djwal Khul secondo la teosofia
Nell'ambito dei seguaci di tali insegnamenti spirituali, Djwal Khul è ritenuto essere, dalla  Bailey e dalla Blavatsky, un «Maestro di Saggezza» (o «di Sapienza», dall'inglese Master of Wisdom) vivente nel Tibet, seguendo la  tradizione dell'antica spiritualità esoterica. La Bailey lo descrive come un membro della Gerarchia Spirituale o Fratellanza di quei mahatma definiti come le guide spirituali dell'umanità, col compito di  insegnare gli antichi principi cosmologici, metafisici ed esoterici, che sono all'origine di tutte le maggiori filosofie, mitologie e tradizioni spirituali del mondo.
Il nome Djwal Khul comparve per la prima volta negli scritti di Madame Blavatsky, come ispiratore della Società Teosofica. Pubblicata nel 1888, La Dottrina Segreta fu principalmente ispirata da Koot Hoomi e Morya.
In un suo scritto, C. W. Leadbeater raccontò che un giorno era a colloquio con Madame Blavatsky, e la porta dello studio era chiusa. Erano soli e la porta della stanza era in vista. Improvvisamente fra lui e la porta apparve un uomo, causandogli un grande spavento, cosa sulla quale la Blavatsky lo prese bonariamente in giro. La porta non era certamente stata aperta, scrive Leadbeater, e l'uomo si rivelò poi essere Djwal Khul.

## La Bailey ispirata da Djwal Khul
Mentre lavorava a Krotona nel 1919, Alice Bailey iniziò a trascrivere degli insegnamenti esoterici che lei diceva esserle dettati da un Maestro di Saggezza. Tali scritti vennero successivamente firmati con il nome de «Il Tibetano», ma per una distrazione della Bailey nel riordinare gli scritti da affidare alle stampe, sfuggì alla sua attenzione un paragrafo in cui al posto de «Il Tibetano» compariva il nome Djwal Khul, il quale avrebbe invece preferito non rivelare pubblicamente.
La Bailey scrisse per 30 anni fino al 1949 dichiarando di rivelare l'insegnamento di Djwal Khul. Secondo Bailey l'intenzione di Djwal Khul era la rivelazione dei misteri occulti in modo adatto ai nostri tempi, definiti da Djwal Khul come un momento molto importante per l'umanità, perché passaggio dall'"Era dei Pesci" all'"Era dell'Acquario".

### Come Djwal Khul descrive se stesso
Ecco come Djwal Khul descrive se stesso, in un passo riportato in quasi tutte le introduzioni dei libri della Bailey:
Coloro che collaborano con me all'opera della Gerarchia (e tutti i veri discepoli vi partecipano) mi conoscono anche sotto un altro nome e per un altro Officio. A.A.B. sa chi io sono e mi riconosce sotto entrambi i nomi. 
Sono un vostro fratello che ha viaggiato un poco più a lungo sul Sentiero e ha perciò contratto maggiori responsabilità. Sono uno che ha lottato e si è aperta la via fino a trovare una luce maggiore di quella che possono avere gli aspiranti che leggono queste pagine, e devo perciò agire quale trasmettitore della Luce, a qualunque costo. Non sono vecchio, secondo il modo consueto di considerare l'età dei maestri, pure non sono giovane, né privo d'esperienza. L'opera mia consiste nell'insegnare e nel diffondere, e sto facendolo da molti anni. Cerco anche di aiutare il Maestro M. e il Maestro K.H. ogni volta che se ne offre l'opportunità, poiché sono stato per lungo tempo in rapporto con Loro e con il Loro lavoro. In tutto quanto precede, vi ho detto molto, ma nulla che possa indurvi ad offrirmi quella cieca obbedienza e quella vana devozione che gli aspiranti emotivi offrono al Guru, o al Maestro, con il quale sono ancora incapaci di entrare in rapporto. Essi non potranno stabilire quell'auspicato contatto fino a quando non abbiano trasmutato la devozione emotiva in servizio non egoistico all'Umanità, non al Maestro. 
Le opere che ho scritto sono offerte al pubblico senza alcuna pretesa che vengano accettate. Esse possono essere, o non essere corrette, vere e utili. Sta a voi accertarne la verità con la retta pratica e l'esercizio dell'intuizione. Né a me né ad A.A.B. interessa minimamente che vengano accolte come ispirate, né che tutti ne parlino concitatamente come di scritti di uno dei Maestri. Se esse presentano la Verità in modo tale da costituire una continuazione degli insegnamenti già dati al mondo; se le informazioni impartite elevano l'aspirazione e la volontà di servire dal piano delle emozioni a quello della mente (il piano ove i Maestri possono essere trovati), allora avranno servito al loro scopo. Se un insegnamento suscita una risposta della mente illuminata e fa brillare un lampo d'intuizione, può essere accettato, ma non altrimenti. 
Se quanto vi si afferma finirà per essere corroborato e apparire vero alla luce della Legge di Corrispondenza, sarà bene. Ma se ciò non avverrà, lo studioso non accetti quanto vi si dice.»
(Estratto da una dichiarazione del Tibetano, pubblicata nell'agosto del 1934.)